# Bethersden
Bethersden es una parroquia civil y un pueblo del distrito de Ashford, en el condado de Kent (Inglaterra).

## Geografía
Según la Oficina Nacional de Estadística británica, Bethersden tiene una superficie de 26,1 km².

## Demografía
Según el censo de 2001, Bethersden tenía 1443 habitantes (50,1% varones, 49,9% mujeres) y una densidad de población de 55,29 hab/km². El 18,92% eran menores de 16 años, el 73,04% tenían entre 16 y 74 y el 8,04% eran mayores de 74. La media de edad era de 42,43 años. Del total de habitantes con 16 o más años, el 22,31% estaban solteros, el 62,82% casados y el 14,87% divorciados o viudos.
El 95,84% de los habitantes eran originarios del Reino Unido. El resto de países europeos englobaban al 2,08% de la población, mientras que el 2,08% había nacido en cualquier otro lugar. Según su grupo étnico, el 98,89% eran blancos, el 0,42% mestizos, el 0,49% asiáticos y el 0,21% negros. El cristianismo era profesado por el 77,29%, el budismo por el 0,21%, el judaísmo por el 0,48% y cualquier otra religión, salvo el hinduismo, el islam y el sijismo, por el 0,21%. El 12,67% no eran religiosos y el 9,14% no marcaron ninguna opción en el censo.
667 habitantes eran económicamente activos, 652 de ellos (97,75%) empleados y 15 (2,25%) desempleados. Había 577 hogares con residentes, 17 vacíos y 8 eran alojamientos vacacionales o segundas residencias.